# 巴羅內山

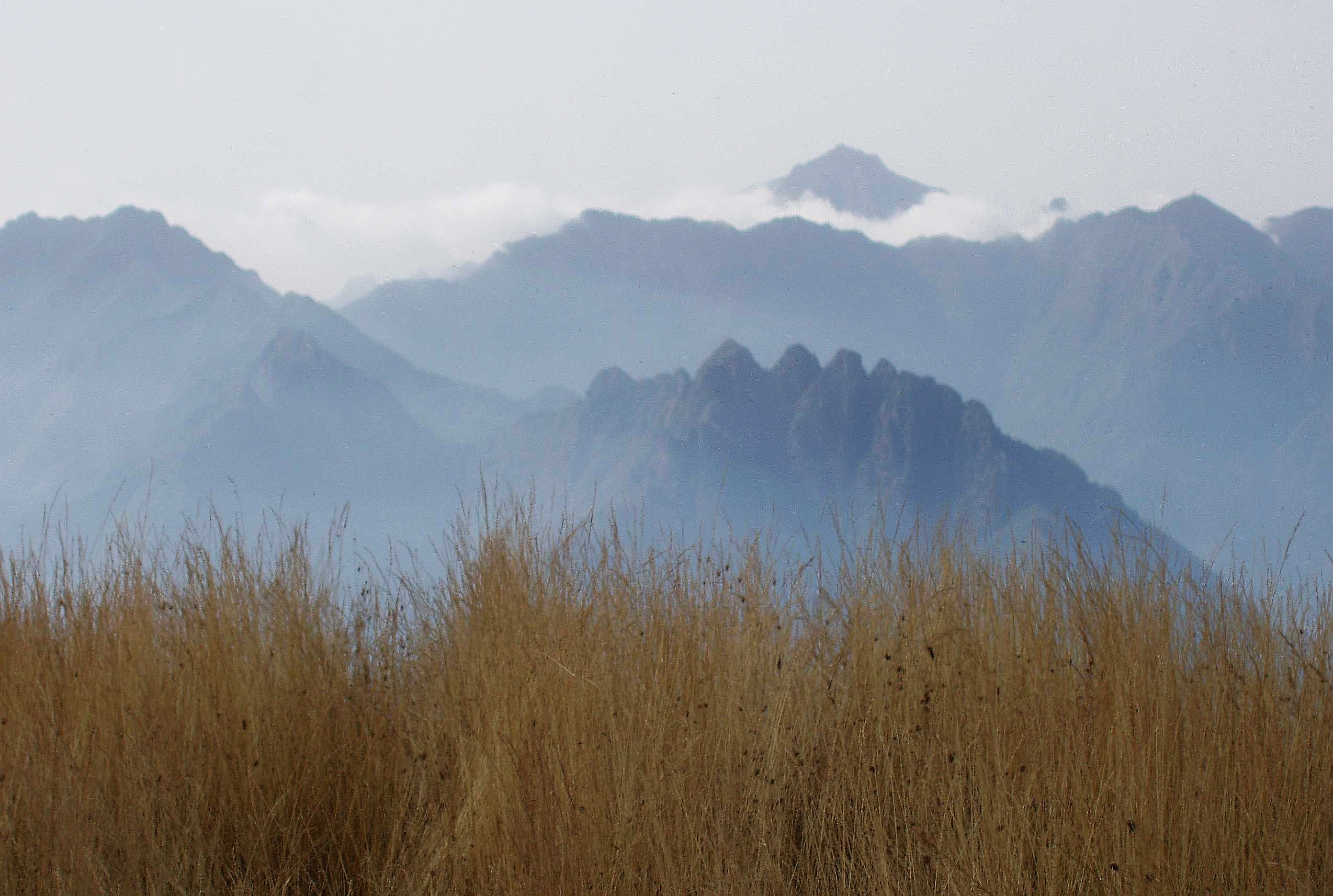

45°44′15″N 08°09′12″E / 45.73750°N 8.15333°E
巴羅內山（義大利語：Monte Barone），是意大利的山峰，位於該國西北部，由比耶拉省負責管轄，屬於比萊阿爾卑斯山脈的一部分，海拔高度2,044米，每年平均降雨量1,548毫米。